# Francis Nielsen
Francis Nielsen (1947) es un director de cine francés.

## Biografía
Crecido en las hermosas montañas que rodean el lago de Annecy, Francis Nielsen comenzó su larga carrera audiovisual en un espectáculo con títeres que recorría escuelas y jardines de infancia. Después de diferentes actividades, se incorporó al Estudio IDEFIX, creado por René Goscinny y Albert Uderzo, autores de "Asterix", "Lucky Luke", etc ... Allí descubrió el extraordinario mundo de los dibujos animados. Empezó trabajando como primer asistente de dirección de "Las 12 pruebas de Asterix" y "La balada de los Dalton".
Después de dirigir muchos anuncios animados y series de televisión, se convirtió en productor creando dos empresas STOUT Studio y ROOSTER Studio.
En la actualidad es director de series de televisión y largometrajes. En 2003 se convirtió en el primer director de animación de la historia que competía en la Sección Oficial en el "Muestra de Venecia" con el largometraje “El perro, el general y los pájaros”.

## Director

### Largometrajes
- Blackie & Kanuto, 2012 - producida por Baleuko (España), Lumiq (Italia) and Art’mell (Francia).
- Emilie Jolie, 2010 - producida por Marathon (Francia).
- The Dog, The General and the Birds, 2003 - producida por Solaris. Guion de Tonino Guerra.

Sección oficial « Muestra de Venecia » Premia a la mejor música.
Sección oficial en Marrakech, Yokohama, Dubaï, Belinzonna, Toronto, etc…
- Le Big Bang, 1984 - - realizador (dirigida por Picha).
- Le Chainon Manquant, 1980 - realizador (dirigida por Picha).

### Televisión
- Les Canopus, 2006, Serie de TV - France 5.
- Boule et Bill, 2005, Serie de TV - TF1.
- Marx Brothers, 2001 Episodio piloto producido por Gary Kurtz (American Graffiti, Stars Wars).
- Butterscotch (El perfume del invisible), 2000, TV movie - basado en el cómic de Milo Manara. Canal+& M6.
- The Gods of Mount Olympus, 1999, Serie de TV - Canal + & Channel 5.
- Santa Claus and his Twin, 1998, TV movie - France 2, Canal +, Canal J.
- Based on Solotareff ‘s drawings.
- Dirty jokes, 1997, Serie de TV - Canal +.
- Dad’X, 1997, Serie de TV - TF1.
- Once upon a time, 1996, Serie de TV - Canal +, France 2 and ZDF. Finalista Premios Emmy 1996
- Inspecteur Mouse, 1997, Serie de TV - France 2, ZDF. Finalista Premios Emmy 1997
- Docteur Globule, 1995, Serie de TV - TF1, ITV. Mejor audiencia en ITV en 95 y 96
- Dodo is Back, 1994, Serie de TV - Canal J, France2, TSR.
- David Copperfield, 1992, TV movie, Codirector - NBC, TF1, Canal J.

## Productor
- Big bang, largometraje.
- Zoolympics, Serie de TV - Canal +.
- Dirty Jokes, Serie de TV - Canal +.
- Santa Claus and his twin, TV MOVIE - France 2, Canal +, Canal J.
- Dodo is Back, Serie de TV - Canal J, France2, TSR.
- The Gods of Mount Olympus, Serie de TV - Canal + & Channel 5.
- Inspecteur Mouse, Serie de TV - France 2 et ZDF Finalista Premios Emmy 1997